# Nurdağı (district)
Nurdağı is een Turks district in de provincie Gaziantep en telt 35.237 inwoners (2007). Het district heeft een oppervlakte van 798,3 km².
De bevolkingsontwikkeling van het district is weergegeven in onderstaande tabel.
| 1997   | 2000   | 2007   |
| ------ | ------ | ------ |
| 29.976 | 38.472 | 35.237 |